# Thomas Coe
Thomas Coe (Manchester, 3 de novembro de 1873 - Manchester, 26 de outubro de 1942) foi um jogador de polo aquático britânico, campeão olímpico.
Thomas Coe fez parte do elenco campeão olímpico de Paris 1900. Era membro do Osborne Swimming Club of Manchester